# Stanisław Soldenhoff
Stanisław Soldenhoff (ur. 29 listopada 1928 w Poznaniu, zm. 25 stycznia 2019) – polski prawnik, filozof i etyk marksistowski, nauczyciel akademicki Uniwersytetu Mikołaja Kopernika w Toruniu i Uniwersytetu Warszawskiego.

## Życiorys
Syn Maksymiliana i Marii z Kałamajskich. Przed II wojną ukończył szkołę czteroklasową w Poznaniu. Po śmierci ojca zamordowanego przez Gestapo, został wysiedlony wraz z rodziną do Generalnego Gubernatorstwa (Warszawa i wieś pod Radomiem). W 1945 trafił do Torunia.
W 1948 zdał w Toruniu egzamin dojrzałości. W 1952 ukończył studia prawnicze na Wydziale Prawno-Ekonomicznym Uniwersytetu Mikołaja Kopernika w Toruniu i podjął pracę na macierzystej uczelni. W 1958 ukończył studia filozoficzne na Uniwersytecie Warszawskim i został tam zatrudniony jako starszy asystent w Katedrze Filozofii. Tam też w 1965 na podstawie napisanej pod kierunkiem prof. Marka Fritzhanda rozprawy pt. „System etyki W.D. Rossa” uzyskał stopień naukowy doktora. Następnie w 1965 został docentem w Katedrze Filozofii i Myśli Społecznej Uniwersytetu Mikołaja Kopernika i kierownikiem tej katedry (do 1976). Następnie został kierownikiem Zakładu Etyki w Instytucie Nauk Społecznych UMK i kuratorem Zakładu Filozofii w tym Instytucie (do 1980). Na emeryturę przeszedł w 1991.
Uznawał się za myśliciela marksistowskiego.
Opublikował m.in. prace: O intuicjonizmie etycznym. Obowiązek i wartość w systemie W.D. Rossa (PWN, 1969), Wprowadzenie do etyki (PWN, 1972), Człowiek i wartości moralne (współautor: Zdzisław Jerzy Czarnecki, Wydawnictwo Lubelskie, 1989)
Był promotorem 15 doktoratów:
- Jan Dębowski: „Problematyka nauki polskiej w publicystyce neotomistycznej” (1972)
- Włodzimierz Tyburski: „Myśl etyczna pozytywizmu polskiego” (1974)
- Stanisław Katafias: „Poglądy etyczne Czesława Znamierowskiego” (1976)
- Edmund Fryckowski: „Filozofia społeczna Jana Śniadeckiego” (1976)
- Tomasz Bochat: „Dialektyka historii. Historyczny aspekt egzystencji społecznej w ujęciu polskiej myśli filozoficzno-historycznej na tle nauki europejskiej” (1976)
- Ryszard Wiśniewski: „Dobro. Moralność. Szczęście i Piękno. Studium aksjologiczne Władysława Tatarkiewicza” (1976)
- Stanisław Śmieszek: „Doktryna moralna Ludwika KrzywickiegO” (1976)
- Jerzy Broda: „Etyka Henryka Elzenberga” (1979)
- Krystyna Osmańska: „Antynomie myślenia i działania według Prób Montaigne'a” (1979)
- Ryszard Jadczak: „Poglądy filozoficzne Władysława Witwickiego. Z laickiej tradycji nauki polskiej” (1980)
- Witold Tulibacki: „Poglądy etyczne Tadeusza Kotarbińskiego (1981)
- Jadwiga Cierniak: „Skuteczność a moralność działania” (1981)
- Maria Lewandowska: „Światopogląd Alberta Schweitzera a zagadnienia postępu. Nauka wartości cywilizacja” (1981)
- Andrzej Masłowski: „Poglądy filozoficzno-etyczne i społeczne Sergiusza Hessena” (1984)
- Jolanta Żelazna: „Myślenie »istotne« w filozofii Martina Heideggera jako kontynuacja nietzscheańskiej filozofii czasu” (1986)[2]

Otrzymał następujące odznaczenia:
- Medal Komisji Edukacji Narodowej (1974)
- Złoty Krzyż Zasługi (1976)
- Krzyż Kawalerski Orderu Odrodzenia Polski (1984)[1].

Zmarł 25 stycznia 2019. Został pochowany 30 stycznia 2019 na cmentarzu św. Jerzego w Toruniu.